# Stryków
Pour les articles homonymes, voir Stryków (homonymie).
Stryków est une ville de Pologne dans la voïvodie de Łódź, district de Zgierz. C'est aussi le siège d'une commune mixte rurale-urbaine du même nom.

## Démographie
Au 31 décembre 2008, la ville compte 3 535 habitants.

## Géographie
Stryków est située dans la région des collines de Łódź (Wzniesienia Łódzkie), au bord de la rivière Moszczenica, au nord-est de Łódź. La localité compte sur son territoire un lac d'une superficie de 9 ha.

## Éducation
Stryków dispose de deux écoles primaires et d'un gymnasium (équivalent d'un collège).

## Histoire

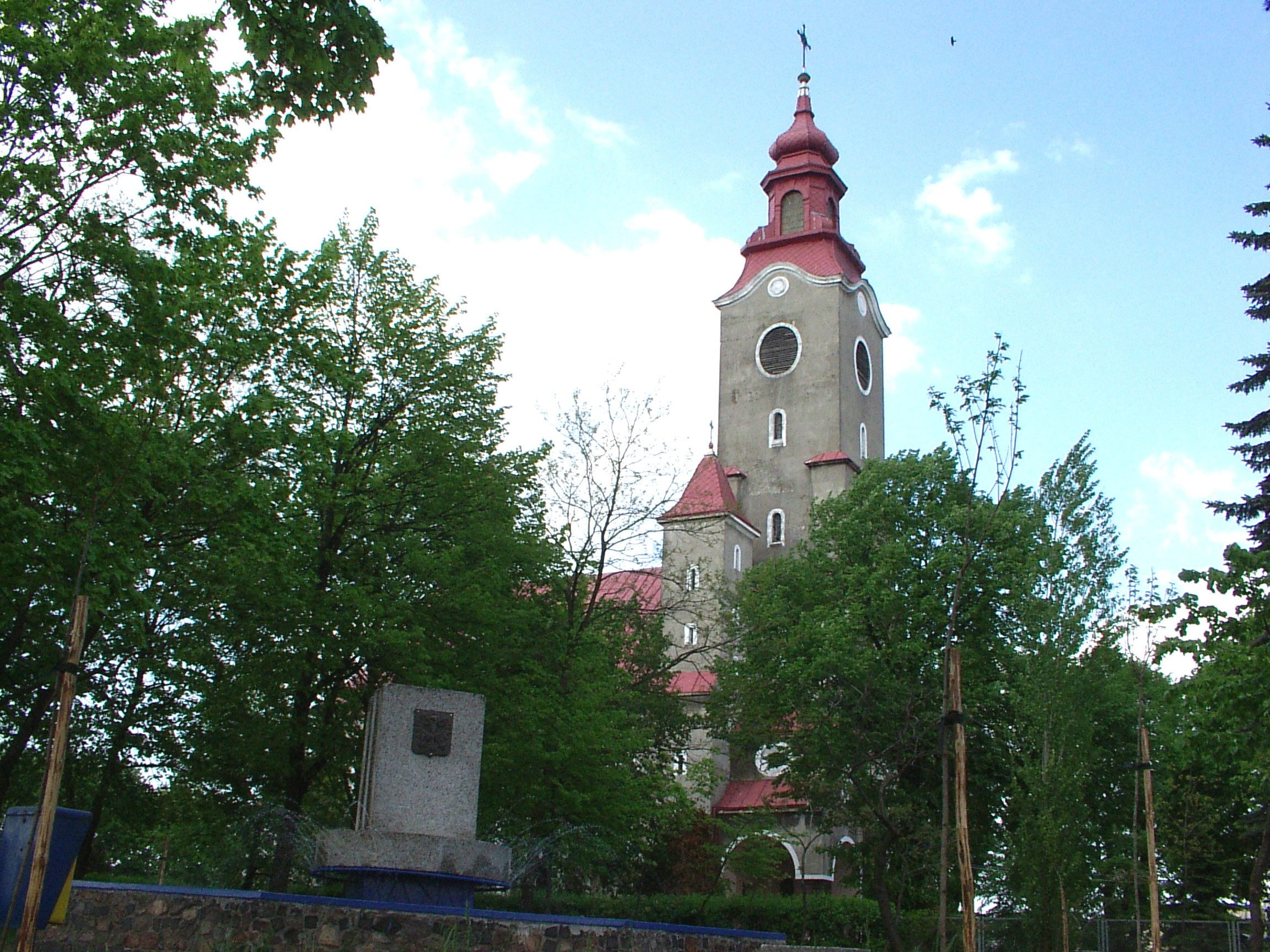
Église Saint-martin

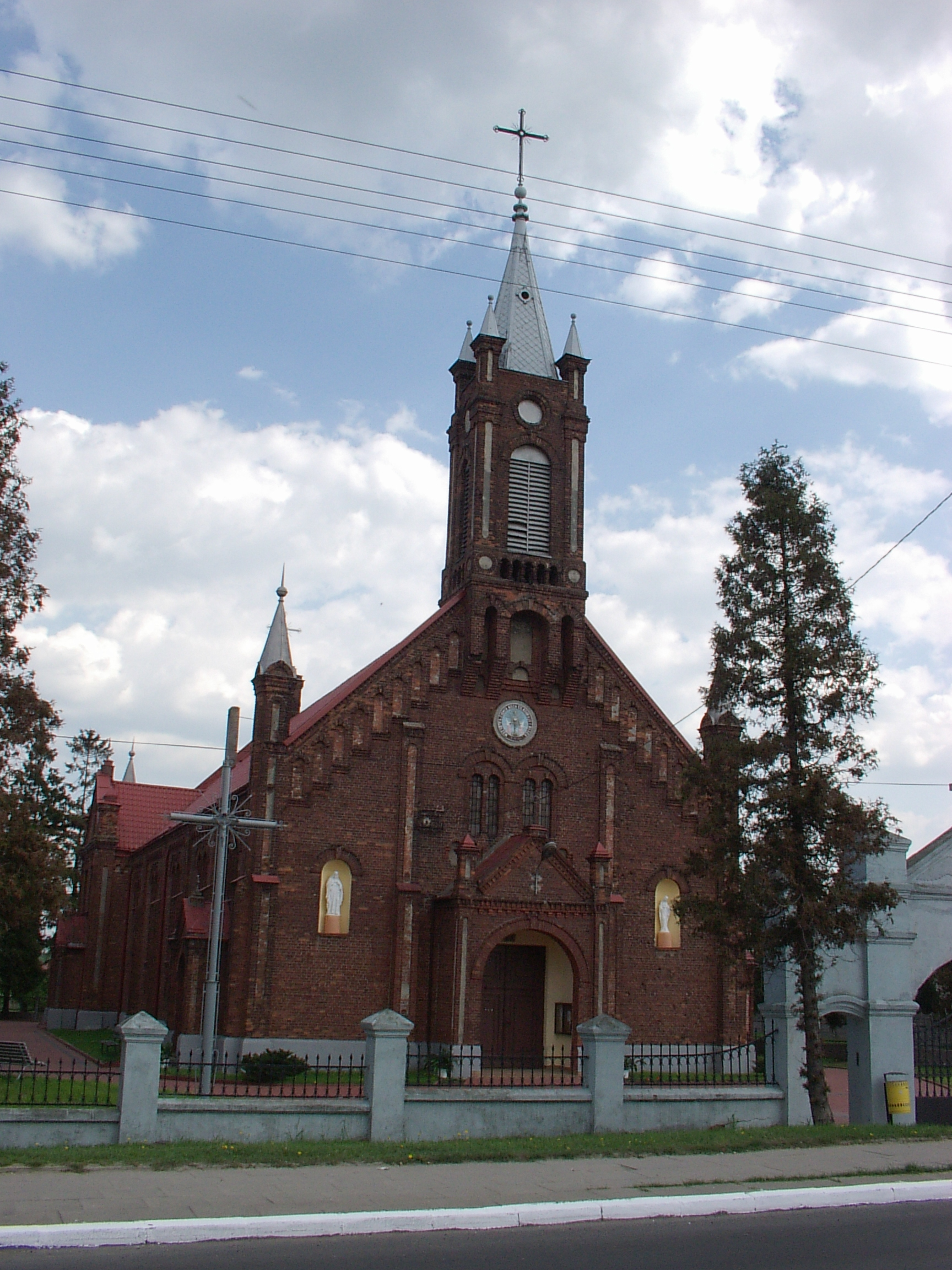
Église mariavite

Stryków a reçu ses franchises municipales en 1394 des mains de Ladislas Jagellon. Au Moyen Age Stryków profitait de sa situation sur la route de Zgierz à Łowicz reliant la Mazovie à la Grande-Pologne et à la Silésie : La ville avec ses 45 artisans (dont 13 drapiers, 5 marchands et épiciers et 5 tavernes) est un centre local de commerce et d'artisanat. 
Après l'invasion suédoise au XVIIe siècle, la ville périclite avant que F. Czarnecki n'essaie à partir de la fin du XVIIIe siècle d'en faire un centre de production textile.
Malgré la présence de négociants en laine et en toile, Stryków restait une localité agricole et artisanale et elle a perdu en 1870 ses privilèges de ville.
À partir de 1902, elle est reliée par le chemin de fer avec Łódź et Varsovie.
Elle devient à cette même époque le centre de l'Église mariavite, schismatique de l'Église catholique. 
Le développement des activités économiques (artisanat, notamment la couture, la cordonnerie et la tannerie) permet à la localité de retrouver son caractère de ville.
Au cours de la Seconde Guerre mondiale, la ville perd 45 % de la population - principalement des Juifs assassinés par le régime nazi et des Allemands, qui ont fui la ville avec la retraite de l'occupant. Au nord-ouest du centre-ville, il y a des restes du cimetière juif, où la dernière inhumation a eu lieu en 1946. Ailleurs dans le cimetière on trouve des sépultures protestantes, principalement des Allemands d'avant 1945, dont la grande majorité vivait dans le village voisin de Tymianka.
Plusieurs personnalités célèbres sont nées à Stryków, notamment :
- Maciej Stryjkowski, historien, professeur à l'Université Jagellonne
- Łazarz Andrysowicz, créateur de l'imprimerie en Pologne
- Paweł Radziszewski (1890-1931) - un excellent minéralogiste polonais